# B-52 (칵테일)

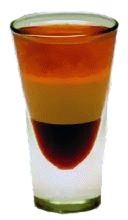
B-52

B-52는 혼성 칵테일이다.

## 재료
- 1/3 깔루아(Kahlúa)
- 1/3 베일리스(Baileys Irish Cream)
- 1/3 그랑 마르니에(Grand Marnier)

## 제조법 및 특이사항
비중의 차를 이용한 레이어를 만든다. 샷 글라스(Shot glass)에 깔루아를 먼저 붓고 스푼을 표면에 가까이 붙여서 조심스럽게 흘려서 베일리스를 깔루아 위에 띄운다. 그 후 같은 방법으로 그랑 마르니에를 띄운다. 같은 양으로 성공적으로 완성되면 접대한다.
레이어가 쉽게 무너지므로 상당히 조심스럽게 만들어야 한다.

## 변형
- 불타는 B-52(Flaming B-52) : 그랑 마르니에에 불을 붙이면 엷고 푸른 불꽃이 일어난다. 꺼질 때까지 기다리면 잔이 너무 뜨거워지므로 적당한 시기에 꺼서 마신다. 상온에서 그랑 마르니에는 불이 잘 붙지 않으므로 만들기 전에 약간 가열할 필요가 있다. 바카디 151(Bacardi 151) 등 쉽게 불이 붙는 리큐르로 층을 얇게 하나 더 만들어 불을 붙여도 된다.
- B-53 : B-52에 코엥트로(Cointreau)를 첨가한다.
- B-54 : B-52에 보드카를 첨가한다.
- B-55 : B-52에 아마레또(amaretto)를 첨가한다.
- B-56 : B-52에 압생트(absinthe)를 첨가한다.
- B-57 : B-52에 그랑 마르니에 대신 삼부카(Sambuca)와 트리플 섹(triple sec)을 첨가한다.
- B-61 : B-52에 바닐라(vanilla)와 크림 드 카카오(creme de cacao)를 첨가한다.